# БИЧ-12
БИЧ-12 — экспериментальный планёр конструктора Бориса Черановского.

## История
В 1931—1932 годах Черановский разработал планёр для проверки влияния удлинения крыла на лётные характеристики аппарата, построенного по схеме «летающее крыло». Основой для БИЧ-12 стал планёр БИЧ-8.
Планёр был построен полностью из дерева. Крыло имело трапециевидную форму. Фюзеляж был обшит фанерой. Рули направления были установлены на концах крыла. На центроплане были установлены рули высоты, а на консолях — элероны.
Планёр был с успехом продемонстрирован на всесоюзном слёте в Коктебеле.

## Лётно-технические характеристики
- Размах крыла — 14,20 м;
- Длина — 3,2 м;
- Высота — 1,65 м;
- Площадь крыла — 20.10 м²;
- Вес пустого — 100 кг.